# Bellona (gudinna)
För andra betydelser, se Bellona.

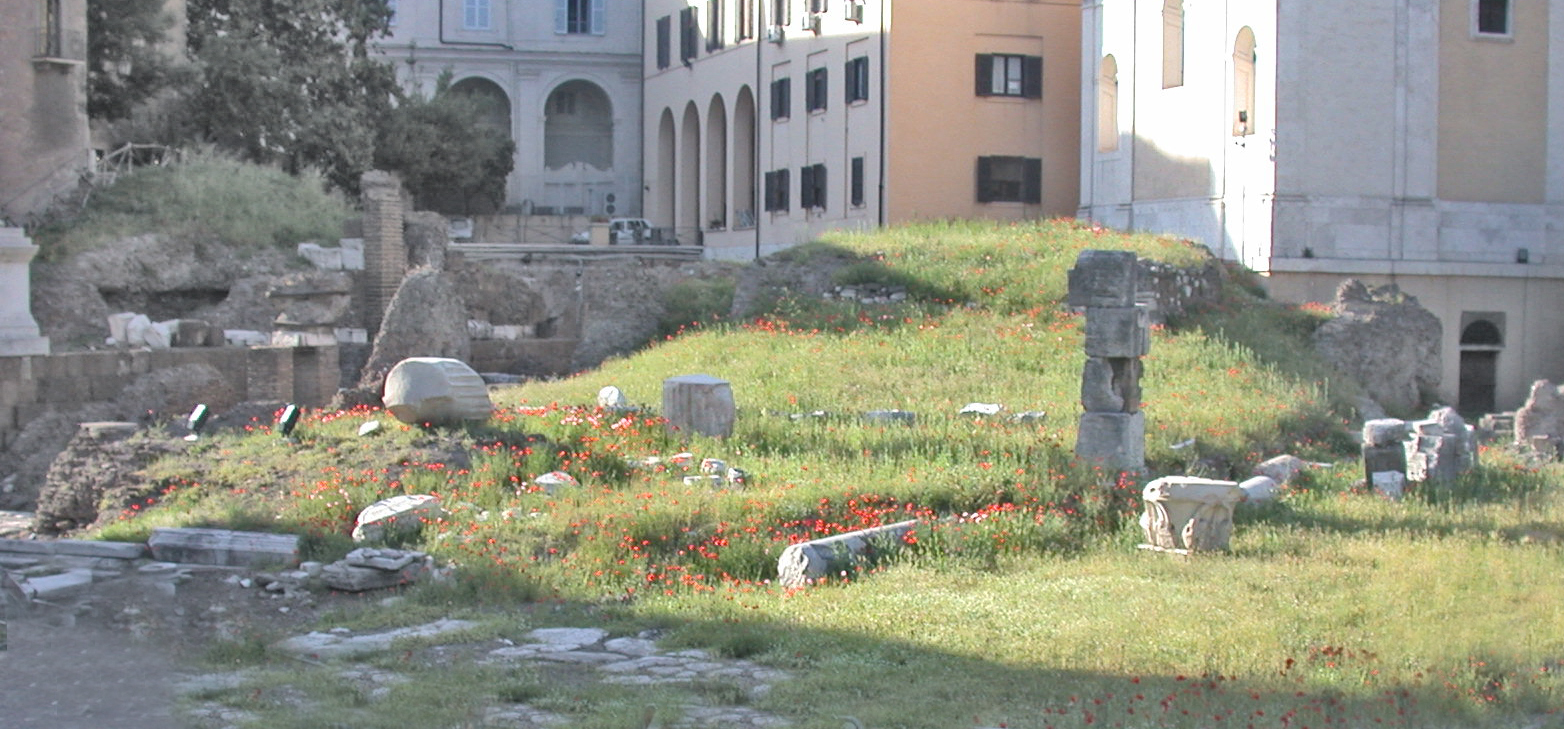
Ruinerna efter vad som antas vara Bellonatemplet i Rom.

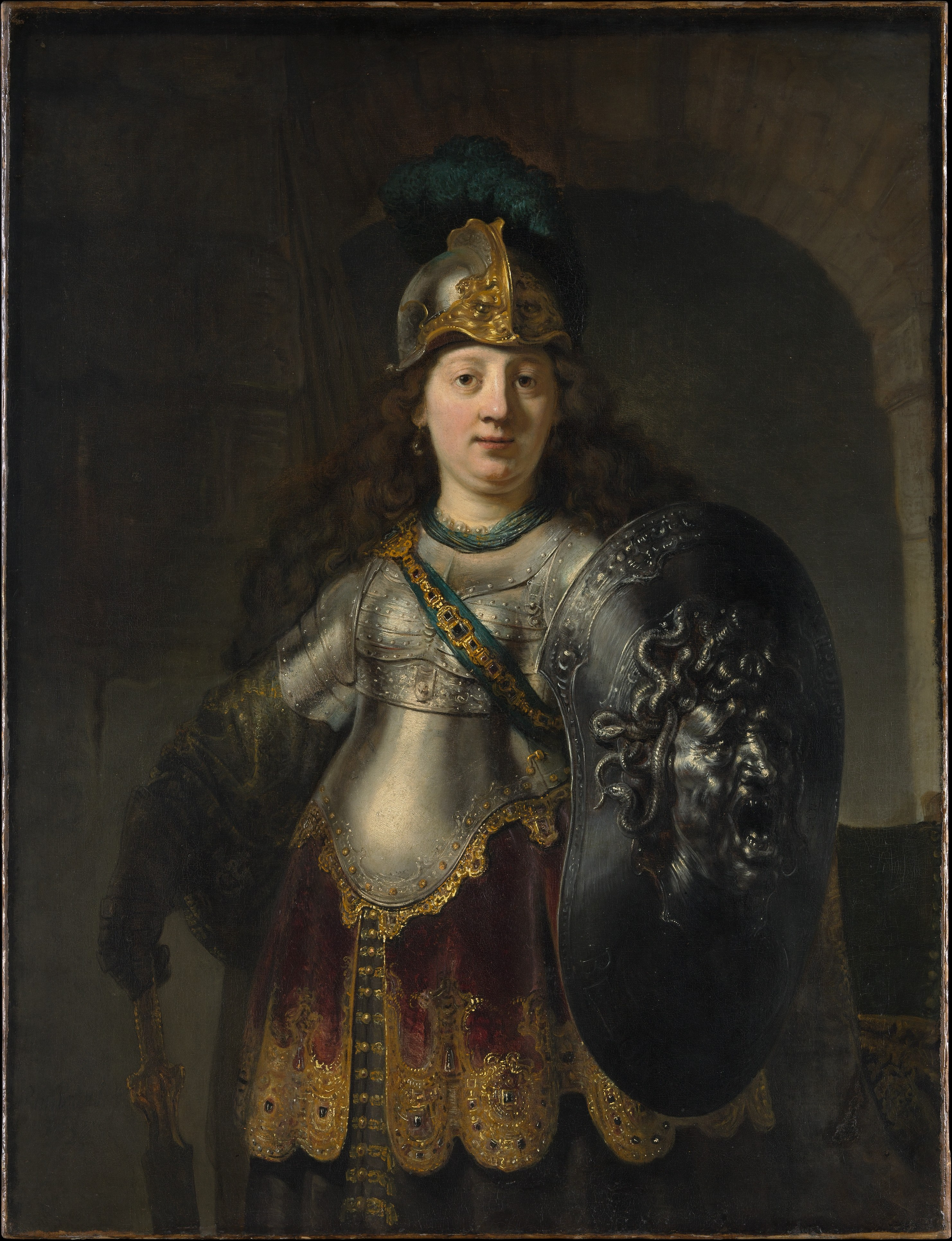
Bellona, målning av Rembrandt.

Bellona (Duellona) var krigets gudinna i romersk mytologi. Hon var romarnas version av grekernas Enyo. 
Bellona verkar inte ha dyrkats i någon stor omfattning, men uppträdde ofta tillsammans med krigsguden Mars och förekommer hos skalderna stundom som hans gemål och ibland som hans syster. I hennes tempel utanför stadsområdet mellan Capitolium och Marsfältet sammanträdde senaten för att mottaga de främmande sändebud, som inte fick komma in i staden, och de hemvändande fältherrar, som gjorde anspråk på triumf. Framför templet låg ett som fientlig mark betraktat område över vars gränspelare (columna bellica) en fetial vid krigsförklaring kastade ett spjut såsom in i fiendeland.
Ett tempel till hennes dyrkan utlovades 296 f.Kr. och byggdes på Marsfältet i Rom. Det exakta läget är omdiskuterat. Ruinerna vid Via delle Botteghe Oscure har förmodats vara efter Bellonatemplet, men detta är troligen felaktigt. Templet var med all säkerhet beläget strax öster om Apollo Sosianus tempel. Söder om dessa två tempel uppfördes senare Marcellusteatern.